# Michael Capobianco
Pour les articles homonymes, voir Capobianco.
Michael Capobianco, né le 12 novembre 1950 à Washington, est un écrivain américain de science-fiction.

## Biographie
Michael Capobianco est né et a passé son enfance dans la capitale des États-Unis.
Il effectue ses études à l'Université de Virginie puis, après l'obtention de son diplôme, travaille dans le domaine de la simulation et des jeux informatiques.
Son premier roman, Buster est édité en 1990. C'est à ce jour le seul ouvrage qu'il a publié seul, ses autres romans étant écrits en collaboration avec William Barton (en). Leurs livres abordent des thèmes variés tels que la guerre froide, les voyages dans l'espace et le space opera.
Astronome amateur et membre de l’International Occultation and Timing Association, Capobianco fournira des observations détaillées qui seront utilisées pour déterminer la taille et la forme de l’astéroïde 102 Miriam.
Membre de la International Association for Statistical Education, il est également président de 1996 à 1998 de la Science Fiction and Fantasy Writers of America. Par la suite, il est nommé au comité directeur de cette association avec sa compagne, Ann C. Crispin, également auteur de science-fiction avec qui il vit dans le Maryland.

## Œuvres
- (en) Burster, 1990  (ISBN 0-553-28543-2)
- (en) Iris, 1990  (ISBN 0-385-26727-4)Écrit avec William Barton (en).
- (en) Fellow Traveler, 1991  (ISBN 0-553-29115-7)Écrit avec William Barton.
- (en) Alpha Centauri, 1997  (ISBN 0-380-79282-6)Écrit avec William Barton.
- (en) White Light, 1998  (ISBN 0-380-79516-7)Écrit avec William Barton.